# István Vad
István Vad (Budapest, 30 maggio 1979) è un arbitro di calcio ungherese.

## Carriera
Arbitro del massimo campionato nazionale ungherese dal 2004, è internazionale dal 1º gennaio 2007.
Fa il suo esordio in una gara tra nazionali maggiori in Croazia-Andorra, terminata 4-0 e valida per le qualificazioni europee ai mondiali di calcio del 2010.
Successivamente, nel luglio del 2009, prende parte ai campionati europei di calcio Under 19, in programma in Ucraina. Qui dirige due partite della fase a gironi.
Nell'ottobre 2009 inizia a dirigere nella fase a gironi dell'Europa League. Nell'agosto dell'anno successivo è presente al torneo di calcio della prima edizione dei giochi olimpici giovanili estivi, in programma a Singapore. In questa occasione dirige una partita della fase a gironi, una semifinale, e la finalissima.
Il 19 ottobre 2010 è designato per la sua prima partita della fase a gironi nella Champions League. Dirige l'incontro tra Olympique de Marseille  e MSK Žilina. Nella stessa edizione, il 28 maggio 2011 funge da quarto uomo durante la finalissima tra Barcellona e Manchester United, diretta dal connazionale Viktor Kassai, a Wembley.
Nell'estate del 2011 è chiamato a dirigere in occasione del Campionato mondiale di calcio Under-20 in programma in Colombia.
Nel marzo del 2012 è selezionato ufficialmente come arbitro di porta in vista di Euro 2012, nella squadra arbitrale diretta dal connazionale Viktor Kassai.
Agli Europei in Polonia ed Ucraina in qualità di arbitro di porta nel team del connazionale Viktor Kassai è stato designato per Italia - Spagna e Ucraina - Inghilterra della fase a gironi. Nella seconda gara,  non convalida un gol fantasma ucraino, avvenuto proprio nella porta di sua competenza, e per questo la cinquina arbitrale viene esclusa dal prosieguo del torneo al termine della fase a gironi, assieme ad altri tre fischietti.
Nel marzo 2015 viene resa nota dalla FIFA la sua convocazione al Mondiale Under 20, in programma tra maggio e giugno 2015 in Nuova Zelanda. Si tratta della seconda apparizione per il fischietto ungherese, dopo il già citato precedente di Colombia 2011.

### Fonti
- Sito della UEFA, su UEFA.com.
- Sito della FIFA, su FIFA.com.